# Schallereignisrichtung
In der Akustik beschreibt die Schallereignisrichtung die Richtung, in der ein Schallereignis von einer Schallquelle ausgeht.
Zu einer gegebenen Schallereignisrichtung gibt es eine zugehörige Hörereignisrichtung, die vom Zuhörer empfunden wird. Sie ist das Festlegen der Lokalisation der gehörten Richtung der Schallquelle (Richtungslokalisation).
Die Richtungswahrnehmung ist schließlich die Zuordnung der vom Gehör zum Bewusstsein gebrachten Hörereignisrichtung zur Schallereignisrichtung. Zusammen mit dem Entfernungshören bildet die Richtungswahrnehmung die räumliche Wahrnehmung des Gehörs. 